# Baggio Rakotoarisoa
Jean Romario Baggio Rakotoarisoa (Antananarivo, 24 de janeiro de 1996) é um futebolista malgaxe que atua como volante. Atualmente defende o Jeanne d'Arc, equipe do departamento francês de Reunião, e a Seleção Malgaxe.

## Carreira
Iniciou sua carreira no Fosa Juniors, onde atuou por 5 temporadas e foi campeão nacional em 2019 e bicampeão da Copa de Madagascar (2017 e 2019).
Em 2021, mudou-se para Reunião, onde atuou pelo AS Excelsior, e em 2022 assinou com o Jeanne d'Arc.

## Seleção Malgaxe
Baggio estreou pela seleção de Madagascar em abril de 2017, contra o Malaui.
Convocado por Nicolas Dupuis para a Copa Africana de Nações de 2019, sediada no Egito, foi o único atleta convocado a jogar em território malgaxe. Não disputou nenhum dos 5 jogos da surpreendente campanha dos Barea na competição, que terminou após uma derrota por 3 a 0 para a Tunísia nas quartas-de-final.

## Títulos
Fosa Juniors
- Campeonato Malgaxe: 2019
- Copa de Madagascar: 2017, 2019